# Kedingen
Kedingen was gedurende het ancien régime een richterambt in het Overijsselse drostambt Twente. Het richterambt heeft bestaan tot de grote reorganisatie door Napoleon Bonaparte. De andere waren die van Ootmarsum, Oldenzaal, Enschede, Delden, Borne, Diepenheim, Haaksbergen en de Heerlijkheid Almelo. Elk richterambt was genoemd naar een plaats, die men als hoofdplaats kan noemen. Met uitzondering van Kedingen. Dit hangt ten dele samen met het feit dat het is ontstaan uit samenvoeging van meerdere plaatsen: Rijssen, Goor, Wierden, Markelo.

## Geschiedenis
In 1385 blijkt uit een lijst van richters dat deze vier plaatsen hun eigen richter hadden. In het begin van de 15e eeuw zijn de richters van Markelo en Wierden verdwenen en zijn hun gebieden bij die van Goor en Rijssen gevoegd. Maar ook deze twee ambten, die van Rijssen en Goor komen in één hand. In 1439 komt voor het eerst de naam voor van het richterambt van Kedingen.
In 1811 werd het opgeheven en uit Kedingen en de stadsgerichten Goor en Rijssen ontstonden de gemeenten Goor, Rijssen en Wierden. In 1818 werd Goor opgesplitst in de gemeenten Markelo en Goor.

## Rechtspraak van de Hogebank
De beide steden Rijssen en Goor hebben in vele disputen het recht van de Hoge Bank geëist. Beide steden pretendeerden het recht te bezitten. Rijssen was als stad ouder dan Goor en pretendeerde daarom het oudste recht te hebben. Goor pretendeerde weer ouder te zijn dan Rijssen vanwege de bisschoppelijke burcht te Goor. Uiteindelijk blijkt dat Rijssen de Hoge Bank houdt welke op het Schild te Rijssen staat. Een aantal houten banken in een gespannen en geheghend gericht. Maar voor de gewone civiele rechtspraak wordt Kedingen verdeeld in de Rijssense Kwartieren en de Goorse Kwartieren en hebben beide hun richters en onderrichters.

## Kwartieren

### Rijssense Kwartieren
De stad Rijssen
- Elsen
- Enter
- Hoge Hexel
- Notter en Zuna
- Rectum
- Wierden
- Ypelo

### Goorse kwartieren
- Kerspel Goor
- Herike
- Markelo
- Stokkum (Hof van Twente)

## Adellijke huizen

### Havezaten
Kedingen telde een groot aantal havezaten. In bijna elke buurschap lag er wel een.
- Huis te Elsen in Elsen
- Eversberg in Notter
- Grimberg in Notter
- Heeckeren in Kerspel Goor
- Kevelham in Kerspel Goor
- Oldenhof in Markelo

- Olidam in Kerspel Goor
- Stoevelaar in Herike
- Wegdam in Kerspel Goor
- Weldam in Kerspel Goor
- Westerflier in Stokkum

### Overige adellijke huizen
Onderstaande huizen werden wel door adel bewoond maar gaven geen recht op zitting in de Ridderschap.
- Dackhorst in Rectum
- Het Slot in Rectum
- Hof te Bevervoorde in Rectum
- Koohorst in IJpelo
- Huis Cattelaar bij Enter
- Huis de Berghorst bij Enter
- Huis Keppels in Markelo

## Richters van het richterambt Kedingen
- Jacob Rorinck 1351
- Cope ten Have 1368 - 1385
- Henric Roerinc 1394
- Bruun van Hederick 1400 - 1414
- Steven van Belen anders geheten Vleck 1414 - 1416
- Herbert Satterpe 1430
- Wigbolt van Warmelo 1430 - 1453
- Aerndt van Warnelo 1448
- Ghert van Woertreden 1448
- Jacob van Thije 1455 - 1479
- Bertolt van Langen Bertoltsz. 1474 - 1479
- Johan die Reiger Arentsz. 1489 - 1492
- Herman Droste 1514
- Diederick van Bevervoorde 1518
- Bruijn van Langen 1518 - 1531
- Hendrik ten Oever 1536
- Johan Dop 1543 - 1552
- George van Barmentlo 1554 - 1560
- Johan Helmichs 1578
- David Berck 1592 - 1600
- Gerhardt de Gruijter 1600 - 1616

- Bernardt de Gruiter, met onderrichter Berend Rottink 1619
- Frederik van Voerst 1622
- C.Stappert 1627
- Henrick Helmichs 1628 - 1633
- Johan Koenders 1641 - 1645
- Evert Meijer 1657
- Henrick Wijchman sr. 1664
- Henrick Wijchman jr. 1664
- Michel Helmichs 1672
- Gerrit Willem van Hoevell van het Nienhuis 1691
- Johan ten Oever 1693
- Assuerus Fockinck 1700 - 1716
- Roelof van Hoevell 1749
- Gerrit Zijthoff 1759
- Jan Adriaan baron van Hoevell 1766 - 1778
- Jan Heijdentrick van Coeverden tot Wegdam 1782
- Antony Berends 1784
- Jan Hendrik Bruggink 1786
- Wilhelm Jalink 1789 - 1797
- Wolter Jalink Wzn. 1800 - 1803
- Willem Hulsken 1803 - 1811